# Герман Валамски
Герман Валамски је православни монах, „начелник“, односно оснивач (заједно са светим Сергијем) манастира Преображења Господњег на острву Валам на Ладошком језеру.
Он је поштован међу светима. Успомена на последњи пренос моштију Германа и Сергија из Великог Новгорода назад у Валамски манастир, када је прошла опасност од напада Швеђана, по Типику се празнује 11. (24. септембра), као и 28. јуна (11. јула).

## Биографија
Почетна историја Валама и биографија његових оснивача су веома мрачна и збуњујућа, а главни извор биографије светог Германа је црквена служба писана у част светих Сергија и Германа.
Предање тврди да су Сергије и Герман дошли у Валам „са истока“, а акатист састављен у њихову част директно их назива „изабраним гранчицама грчког кедра“. Дуго се веровало да су се Сергије и Герман населили на Валаму „чак и за време идолопоклонства у Русији“, између 973-980, одликовали су се високим духовним савршенствима, „пророковали садашњост и будућност“ и проповедали Јеванђеље мештанима: „Светлошћу вере и подвигом твога „Природно си просветио Карелску земљу“, каже акатист, „људи који ти чешће долазе одбацују сујеверја и демонске обичаје и само се Бога боје“.
Према Житију, Герман је био свештеник и после Сергија управљао је Валамским манастиром.
Каснија критика вратила је живот Сергија и Германа у 12. па чак и у 14. век, а званична синодална публикација „Минеја Четја на руском“ говори о Сергију и Герману као „умрлим око 1353. године“.
Валаамски манастир су више пута пустошили Швеђани, а мошти Сергија и Германа пренете су у Новгород, а у периоду од 1610. до 1721. године (година њиховог повратка у Валам) биле су у манастиру Стара Ладога.
Сергије и Герман су дуго поштовани као свети у Валамском манастиру, али је њихово опште црквено поштовање почело тек за време митрополита Санкт Петербурга Гаврила (1770-1799), који је имао посебну ревност за Валамски манастир, и Амвросија (1799-1818). ), који је покренуо петицију да се име Сергија и Германа уврсти у богослужбене књиге.